# Pedro de Rojas y Enríquez
Pedro de Rojas y Enríquez (Valladolid, 1539 - Osma, 9 de marzo de 1602) fue un religioso agustino español, obispo de Astorga y de Osma.

## Biografía
Hijo de los marqueses de Poza Juan de Rojas y Rojas, y Francisca de Enríquez, hija de Francisco Enríquez de Almansa, I marqués de Alcañices, y de Isabel de Ulloa y Castilla, estudió en la universidad de Salamanca; habiendo profesado el 23 de mayo de 1555 en la Orden de San Agustín, convento San Agustín de Salamanca, cursó los estudios de Artes (1555-1558) y Teología (1563). En Alcalá de Henares ejerció la docencia en teología desde el curso 1563-64 hasta 1567, cuando salió nombrado rector del Colegio San Agustín de Alcalá. Dos años más tarde pasó al convento de Córdoba con el cargo de prior, oficio en el que permaneció hasta el capítulo provincial celebrado en Dueñas (19 de julio de 1572). Desde entonces será prior del convento de Córdoba, siendo nombrado  poco después - 22 de septiembre de 1573 - "maestro en Teología" por el prior general. En el proceso contra Fray Luis de León declaró como testigo en  Valladolid el 30 de mayo de 1576, a petición del mismo fray Luis. En 1577 pasó al convento San Agustín de Sevilla con el cargo de prior, y en el capítulo siguiente, 1582, ocupó el puesto de visitador de la provincia de Castilla. Desde el 3 de diciembre de 1588 fue prior provincial de la provincia agustiniana de Castilla, tiempo en que comenzó la organización de los Agustinos recoletos. 
Tres años después, el 12 de enero de 1591, Felipe II le presentó para obispo de Astorga, de donde el 30 de agosto de 1595 fue promovido a la diócesis de Osma por el papa Clemente VIII. En la Iglesia del Burgo de Osma celebró dos sínodos, en mayo de 1596 y en 1601, sin que fueran editadas las respectivas constituciones. Por entonces la diócesis contaba con "quinientas parroquias y doscientos ochenta beneficios simples y préstamos repartidos en trece arciprestazgos y tres vicarías". El obispo Rojas socorrió a los fieles cuando los pueblos de la diócesis padecieron la peste en 1599. Falleció en Burgo de Osma el 9 de marzo de 1602. Sus restos mortales reposan junto a la puerta principal de la iglesia catedral de Osma, como indica la correspondiente lápida.
| Predecesor: Juan Zuazola   | Obispo de Astorga 1591 - 1595 | Sucesor: Antonio de Cáceres |
| Predecesor: Martín Garnica | Obispo de Osma 1595 - 1602    | Sucesor: Enrique Enríquez   |